# Martin Voelkel
Martin Voelkel (* 1. August 1884 in Berlin; † 21. Mai 1950 ebenda) war ein deutscher Pfarrer und Führer der Neupfadfinder, der für die gesamte Jugendbewegung Bedeutung hatte. Außerdem war er seit 1935 Mitglied der Bekennenden Kirche.

## Leben
Voelkel besuchte das Friedrich-Wilhelm-Gymnasium in Berlin und studierte in Berlin und Tübingen Theologie. Nach der ersten bestandenen Prüfung wurde er zunächst Vikar in Altlandsberg, ab 1910 war er Pfarrer in verschiedenen Berliner Gemeinden.
Beeinflusst wurde Voelkel von jungkonservativen Ideen, vor allem Thomas Manns Betrachtungen eines Unpolitischen waren für ihn bedeutend. Voelkel zielte auf eine Wiederbelebung des Reichsgedankens, wobei metaphysische Ansätze, zum Teil dezidiert christliche Vorstellungen vom sacrum imperium und Georges Vision vom Neuen Reich miteinander vereint wurden.
Bei den Neupfadfindern waren Ritter, Burg, Grals-Idee, Kampf und Gefolgschaft wichtige Leitbegriffe:

„Edle Leiber und todgetreue Seelen, den schmutzigsten Winkel mit Schönheit erleuchtend und gebildet genug, um jeden Platz auszufüllen; in Kameradschaft verwachsen mit dem Volk, und zugleich hinreißende Führergestalten; stolz im Schmucke des Sturmhelms, und demütig mit Helm ab zum Gebet. Hier hebt sich das neue Bild empor. […] Und aus den Tiefen der Wälder hebt ein junges Geschlecht gläubige Augen zu diesem Gestirn, denn der Kompaß in seiner Brust weist ihm den Weg zu solchem vollen und heldischen Menschentum. Das ist der weiße Ritter, der nun wieder aufbricht, die Welt zu erlösen durch sein Reich.“

Voelkel propagierte die Verzichtbarkeit von Gelübden und Programmen: „Im Herzen tragen wir das Bundeszeichen, das uns untrüglich unsere Richtung weist; und von den Lippen tönt der gläubige Schlachtruf: ‚Es lebe das neue Reich!‘“

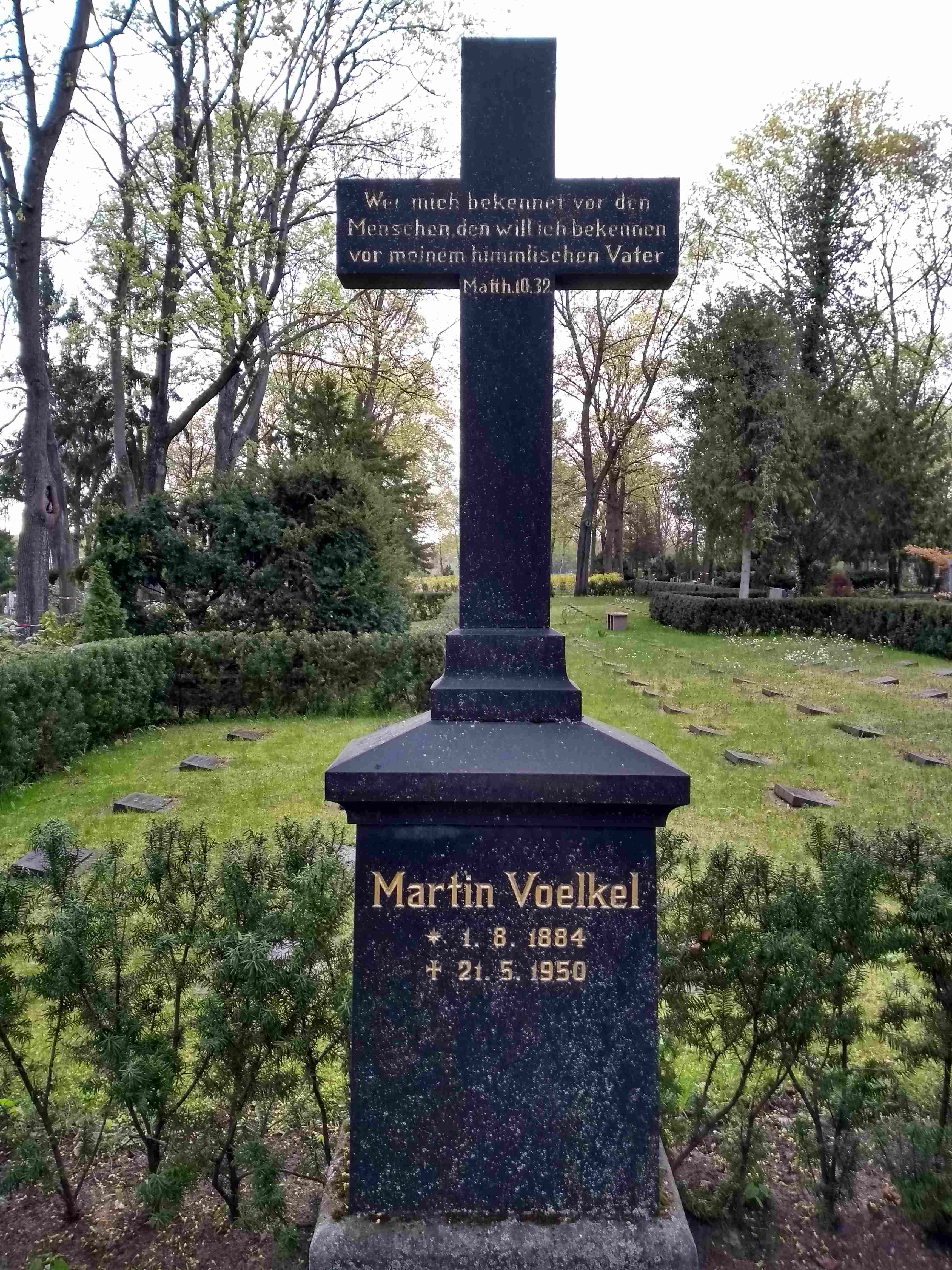
Grabstätte

Passiver Widerstand im Dritten Reich
Seit etwa 1930 wirkte Voelkel in der Gemeinde Berlin-Karlshorst. Obwohl er, wie die meisten Geistlichen seiner Zeit, von deutsch-nationaler Gesinnung war und dem soldatischen Traditionsverein Stahlhelm angehörte, galt er in Kirchenkreisen als nicht zuverlässig genug. In einem Zeitungsartikel des Blattes Der Angriff wurde ihm beispielsweise vorgeworfen, „die Helden des Weltkrieges“ beschimpft zu haben – er hatte in seiner Predigt in der Kirche in Karlshorst auf die Verbreitung von Geschlechtskrankheiten durch die Soldaten hingewiesen.
Mit dem Machtantritt der Nationalsozialisten verschärften sich die Kritiken und versteckten Angriffe auf den Pfarrer, sogar um eine Versetzung wurde im Gemeindekirchenrat nachgesucht. Trotz aller Probleme, Bespitzelungen und Schikanen blieb Voelkel in seiner Gemeinde. Er ließ 1936 sechs Hakenkreuzfahnen in seiner Kirche entfernen, betete für eingesperrte Anhänger der Bekennenden Kirche, organisierte Taufen Andersgläubiger in seinem Gotteshaus und würdigte in einer Begräbnisrede am 6. Juni 1944 die Verdienste eines jüdischen Arztes. Die Befreiung von Berlin durch die Rote Armee schützte ihn wahrscheinlich vor härteren Strafen.
Voelkel ist auf dem Karlshorster und Neuen Friedrichsfelder Friedhof bestattet.

## Schriften
- Hie Ritter und Reich. Gesammelte Aufsätze, 1923